# Märzgrund bei Ulmbach

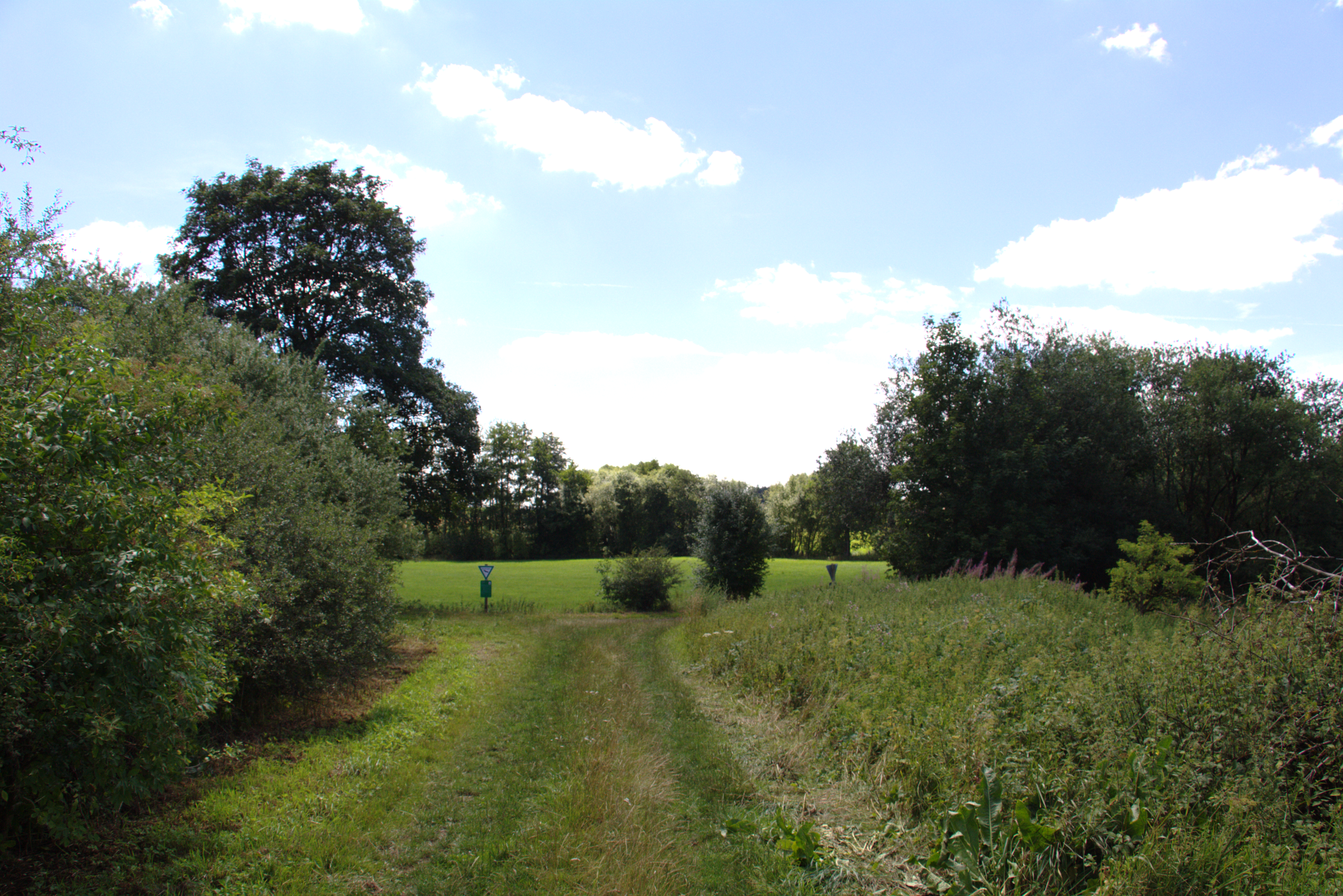
Naturschutzgebiet Märzgrund bei Ulmbach

Der Märzgrund bei Ulmbach ist ein Naturschutzgebiet auf dem Gebiet der Stadt Steinau an der Straße im Main-Kinzig-Kreis in Hessen. Das Naturschutzgebiet liegt nordwestlich von Ulmbach, einem Stadtteil von Steinau an der Straße. Es wird durchflossen vom Ulmbach.

## Bedeutung
Das 36,33 ha große Gebiet mit der Kennung 1435014 ist seit dem Jahr 1997 als Naturschutzgebiet ausgewiesen.